# Herbert Lütkebohmert
Herbert Lütkebohmert (Heiden, 24 marzo 1948 – Essen, 29 ottobre 1993) è stato un calciatore tedesco, di ruolo centrocampista.

## Carriera

### Club
Nel 1968 si trasferisce allo Schalke 04, società nella quale gioca per un decennio, vincendo la Coppa di Germania 1972. Passa gli ultimi cinque anni di carriera tra i dilettanti, ritirandosi nel 1984.

## Palmarès

### Club

#### Competizioni nazionali
- Coppa di Germania: 1

Schalke 04: 1971-1972